# Wereldkampioenschap voetbal 2010 (Groep C) Slovenië - Verenigde Staten
In dit artikel wordt de wedstrijd tussen Slovenië en de Verenigde Staten in Groep C tijdens het wereldkampioenschap voetbal van 2010 nader uitgelicht. Het duel werd gespeeld op 18 juni 2010. Het was de eerste ontmoeting ooit tussen beide landen.

## Wedstrijdgegevens
| Datum                | 18 juni 2010                  | 18 juni 2010                  |
| Stadion              | Ellispark, Johannesburg       | Ellispark, Johannesburg       |
| Toeschouwers         | 45.573                        | 45.573                        |
| Scheidsrechter       | Koman Coulibaly               | Koman Coulibaly               |
| Assistenten          | Redouane Achik Inacio Candido | Redouane Achik Inacio Candido |
| Vierde man           | Subkhiddin Mohd Salleh        | Subkhiddin Mohd Salleh        |
| Man van de wedstrijd | Landon Donovan                | Landon Donovan                |
|                      | Slovenië                      | Verenigde Staten              |
| Doelpunten           | 2                             | 2                             |
| Gele kaarten         | 4                             | 1                             |
| Rode kaarten         | 0                             | 0                             |
| Wissels              | 7                             | 14                            |
| Schoten op doel      | 4                             | 6                             |
| Schoten naast doel   | 10                            | 4                             |
| Overtredingen        | 15                            | 18                            |
| Hoekschoppen         | 2                             | 4                             |
| Buitenspel           | 3                             | 0                             |
| Vrije trappen        | 0                             | 2                             |
| Balbezit (%)         | 48%                           | 52%                           |

| Slovenië | 2 – 2        | Verenigde Staten |
| Valter Birsa 13' Zlatan Ljubijankič 42' | goals        | 48' Landon Donovan 82' Michael Bradley |
| Matjaž Kek | bondscoach   | Bob Bradley |
| |              | |
| Samir Handanovič Mišo Brečko Marko Šuler Boštjan Cesar Bojan Jokić Valter Birsa 87' Aleksandar Radosavljevič Robert Koren Andraž Kirm Zlatan Ljubijankič 74' Milivoje Novakovič | opstellingen | Tim Howard Steve Cherundolo Jay DeMerit 80' Oguchi Onyewu Carlos Bocanegra Landon Donovan 46' José Francisco Torres Michael Bradley Clint Dempsey Jozy Altidore 46' Robbie Findley |
| Nejc Pečnik 74' 90+4' Zlatko Dedič 87' Andrej Komac 90+4' | wissels      | 46' Benny Feilhaber 46' Maurice Edu 80' Herculez Gomez |
| |              | |
| Boštjan Cesar 35' Marko Šuler 69' Andraž Kirm 72' Bojan Jokić 75' | gele kaarten | 40' Robbie Findley |
| | rode kaarten | |

## Overzicht van wedstrijden
| Groepswedstrijden | | | |
| Groep A | Groep B | Groep C | Groep D |
| Zuid-Afrika - Mexico Uruguay - Frankrijk Zuid-Afrika - Uruguay Frankrijk - Mexico Mexico - Uruguay Frankrijk - Zuid-Afrika | Zuid-Korea - Griekenland Argentinië - Nigeria Argentinië - Zuid-Korea Griekenland - Nigeria Griekenland - Argentinië Nigeria - Zuid-Korea | Engeland - Verenigde Staten Algerije - Slovenië Slovenië - Verenigde Staten Engeland - Algerije Slovenië - Engeland Verenigde Staten - Algerije | Duitsland - Australië Servië - Ghana Duitsland - Servië Ghana - Australië Australië - Servië Ghana - Duitsland    |
| Groep E | Groep F | Groep G | Groep H |
| Nederland - Denemarken Japan - Kameroen Nederland - Japan Kameroen - Denemarken Kameroen - Nederland Denemarken - Japan    | Italië - Paraguay Nieuw-Zeeland - Slowakije Slowakije - Paraguay Italië - Nieuw-Zeeland Paraguay - Nieuw-Zeeland Slowakije - Italië       | Ivoorkust - Portugal Brazilië - Noord-Korea Brazilië - Ivoorkust Portugal - Noord-Korea Noord-Korea - Ivoorkust Portugal - Brazilië             | Honduras - Chili Spanje - Zwitserland Chili - Zwitserland Spanje - Honduras Chili - Spanje Zwitserland - Honduras |
| Achtste finales | | | |
| Uruguay - Zuid-Korea Verenigde Staten - Ghana                                                                              | Duitsland - Engeland Argentinië - Mexico                                                                                                  | Nederland - Slowakije Brazilië - Chili | Paraguay - Japan Spanje - Portugal                                                                                |
| Kwartfinales | | | |
| Brazilië - Nederland | Uruguay - Ghana | Argentinië - Duitsland | Paraguay - Spanje                                                                                                 |
| Halve finales | | | |
| Nederland - Uruguay | Nederland - Uruguay | Duitsland - Spanje | Duitsland - Spanje                                                                                                |
| Troostfinale | | | |
| Uruguay - Duitsland | | | |
| Finale | | | |
| Spanje - Nederland | | | |